# Битка при Чаиркьой
Битка при Чаиркьой е първата голяма операция от действията на Източния фронт в Руско-турската война (1877 – 1878).
Сегашното име на село Чаиркьой е Камен, община Стражица.

## Оперативна обстановка
В началото на септември 1877 г. Мехмед Али паша подготвя подновяване на настъпателните османски действия на Източнодунавската армия, които са преустановени след боевете при Кацелово и Абланово. Планира да изтласка частите на Чаиркьойския отряд от 6 пехотни батальона, 8 ескадрона и 3 батареи с общ състав от 6000 офицери и войници и командир генерал-лейтенант Леонид Татищев на запад от река Баниски Лом. Да разкъса руската отбранителна линия на Източния фронт. Нанася удар със силите на Ескиджумайския армейски корпус от 18 табора, 32 ескадрона и 13 батареи с общ състав от 15 000 офицери и войници с командир Хасан паша. Придвижването към изходните позиции започва на 2 септември.
Руското командване изпраща подкрепление на Чаиркьойския отряд от 3 пехотни полка, 6 пехотни батальона и 4 батареи. Отбранителните позиции са изградени североизточно от село Чаиркьой, по възвишенията между реките Баниски Лом и река Каяджик. Състоят се от 6 окопани батареи, няколко реда окопи и 2 – 3 линии ложименти (стрелкови гнезда). Фланговите височини са незаети.

## Битка на 9 септември 1877 г.
Мехмед Али паша изменя диспозицията на боя в последния момент поради забавяне в пристигането на руските подкрепления. Артилерийската подготовка започва в 11:00 часа на 9 септември. Първи е атакуван десният руски фланг от лявата османска колона в състав от 9 египетки и 3 анадолски табора. Ожесточен е боят за командната височина по шосето селата Чаиркьой и Юруклер. Отбраняващият височината 125-и Курски пехотен полк, получава подкрепление от 4 стрелкови батальона. Преминава в настъпление и преследва противника в направлението селата Юруклер – Водица.
Дясната османска колона, атакува в 14:00 часа, левия руски фланг на височината при село Бей Върбовка. След руска контраатака, османските табори се изтеглят към село Лом Черковна.
Централната османска колона предприема удар срещу центъра на руската позиция, като го достига на 500 крачки. Понася тежки загуби от кръстосания огън на центъра и десния руски фланг. Към 20:00 часа, за да прикрие паническото отстъпление, Мехмед Али паша въвежда в боя резервите. Действието е прекратено поради пристигането в 20:30 часа на руските подкрепления. През нощта османските сили се изтеглят на изток към река Черни Лом.
Руските загуби са 500 убити и ранени. Загиналите руски воини са погребани в осем братски могили при село Камен.
Турските загуби са 1500 убити и ранени.
Битката при село Чаиркьой е първият руски успех от действията на Източния фронт. Командването на Мехмед Али паша е посрещнато с недоволство в Цариград и е сменен на 21 септември 1877 г. от поста командир на Източнодунавската армия.